# Lijst van Friese meren
De lijst van Friese meren geeft een overzicht van meren in de provincie Friesland.
| Nederlandse naam              | Officiële naam          |
| ----------------------------- | ----------------------- |
| Aaldarm                       | Ielterm                 |
| Aent Lieuwespoel              | Aant Liuwespoel         |
| Anewiel                       | Anjewiel                |
| Annewiel                      | Annewiel                |
| Apenpoel                      | Aepemeer                |
| Badhuiskuil                   | Badhuiskuil             |
| Bergumermeer                  | Burgumer Mar            |
| Biggemeer                     | Biggemar                |
| Binnenvliet                   | Binnefliet              |
| Blauwe Dobbe                  | Blauwe Dobbe            |
| Bleipet                       | Bleipet                 |
| Bokkewiel                     | Bokkewiel               |
| Bokkumermeer                  | Bokkumer Mar            |
| Bombrekken                    | Bombrekken              |
| Bosvijver                     | Boskfiver               |
| Botmeer                       | Botmar                  |
| Brandemeer (De Friese Meren)  | Brandemar               |
| Brandemeer (Weststellingwerf) | Braandemeer             |
| De Brekken                    | De Brekken              |
| Brijpot                       | Brijpot                 |
| Canadameer                    | Kannedemeer             |
| Diepe Sloot                   | Djippe Sleat            |
| Diepe Gat (Opsterland)        | Djippe Gat              |
| Diepe Gat (Súdwest-Fryslân)   | Djippe Sleat            |
| Dobbe (Leeuwarden)            | It Puoltsje             |
| De Dollen                     | De Dollen               |
| Doodemanskisten               | Doodemanskisten         |
| Driesumermeer                 | Driezumer Mar           |
| Duursma's Dobbe               | Duursma's Dobbe         |
| Duinmeertje van Hee           | Duinmeertje van Hee     |
| Eeltjemeer                    | Eeltsjemar              |
| Eernewarrepoel                | Earnewarrepoel          |
| Fluessen                      | De Fluezen              |
| Formerumer Wiel               | Formerumer Wiel         |
| Freulevijver                  | Frellefiver             |
| Ganzemeer                     | Gânzemar                |
| Geestmermeer                  | Geastmer Mar            |
| Goëngarijpsterpoelen          | Goaiïngarypster Puollen |
| Goëngerkolk                   | Goaiïngeaster Kolk      |
| Gossepalen                    | Gossepeallen            |
| Gravepoeltje                  | Gravepuoltsje           |
| De Gravinnepoel               | Grevinnepoel            |
| Grenspoel                     | Greenspoele             |
| De Grons                      | De Grûns                |
| Groote Brekken                | Grutte Brekken          |
| Groote Gaastmeer              | Grutte Gaastmar         |
| Groote Wielen                 | Grutte Wielen           |
| Haklandshop                   | Haklânshop              |
| Hansmeer                      | Hânsmar                 |
| Haskerwijd                    | Hasker Wiid             |
| Haulerpoel                    | Hauler Poele            |
| Heegermeer                    | Hegemer Mar             |
| Heerengat                     | Hearregat               |
| De Heide                      | De Heide                |
| Hempenserwielen               | Himpenser Wielen        |
| Hengstepoel                   | Hingstepoel             |
| Hissemeer                     | Hissemar                |
| De Holken                     | De Holken               |
| De Hop                        | De Hop                  |
| Houtwiel                      | Houtwiel                |
| Idskenhuistermeer             | Jiskenhúster Mar        |
| Idzegaasterpoel               | Idzegeaster Poel        |
| Isakswijd                     | Izakswiid               |
| Janke Dobbe                   | Jankedobbe              |
| Jentjemeer                    | Jentsjemar              |
| Kerkehop                      | Tsjerkehop              |
| Klaarkampermeer               | Klaarkampster Mar       |
| Kleine Potten                 | Lytse Potten            |
| Kleine Wielen                 | Lytse Wielen            |
| Kleine Wijd                   | Lytse Wiid              |
| Koevordermeer                 | De Kûfurd               |
| De Kolk                       | De Kolk                 |
| Koude Maag                    | Kâlde Mage              |
| Kruisbrekken                  | Krúsbrekken             |
| Kruisdobbe                    | Krúsdobbe               |
| Kruiswater (Sneek)            | Krúswetter              |
| Kruiswater (Terhorne)         | Krúswetter              |
| Kuilart                       | Kuilart                 |
| Lange Lits                    | Lange Luts              |
| Langstaartenpoel              | Langsturtepoel          |
| Langweerderwielen             | Langwarder Wielen       |
| Lauwersmeer                   | Lauwersmeer             |
| Lekmeer                       | Lekmar                  |
| Leienpoel                     | Leienpoel               |
| De Leijen                     | De Leien                |
| De Liens                      | De Liens                |
| Looden Hel                    | Loddehel                |
| Louwepoel                     | Louwepoel               |
| Mallegraafsgat                | Mâlegraafsgat           |
| Merriedobbe                   | Merjedobbe              |
| Modderige Bol                 | Modderige Bol           |
| Modderpoel                    | Modderpoel              |
| Morra                         | De Morra                |
| Morrawieltje                  | Moarswieltsje           |
| Nannewijd                     | Nannewiid               |
| Nieuwe Wielen                 | Nije Wielen             |
| Noorder Ee                    | Noarderie               |
| Oorden                        | De Oarden               |
| Oosterdobbe                   | Easterdobbe             |
| Oosthemmermeer                | Easthimmer Mar          |
| Ossepoel                      | Oksepoel                |
| Oud-Karre                     | Aldkarre                |
| Oude Dobbe                    | Alde Dobbe              |
| Oudegaasterbrekken            | Aldegeaster Brekken     |
| Oudeweg                       | Alde Wei                |
| Oudhof                        | Aldhôf                  |
| Oudkerkstermeer               | Aldtsjerkster Mar       |
| Palsepoel                     | Palsepoel               |
| Peenster Ee                   | Peanster Ie             |
| Het Piekemeer                 | Pikemar                 |
| Het Piel                      | It Piel                 |
| Pikmeer                       | Pikmar                  |
| Pingmeer                      | Pingmar                 |
| De Poel                       | De Poel                 |
| Poepedobbe                    | Poepedobbe              |
| Prinsepoel                    | Prinsepoel              |
| Ravenskolk                    | Ravenskolk              |
| Rietmeer                      | Reidmar                 |
| Ringwiel                      | Ringwiel                |
| Rintjepoel                    | Rintsjepoel             |
| De Rijd                       | De Ryd                  |
| Saiterpetten                  | Saiterpetten            |
| Schapedobbe                   | Schaopedobbe            |
| Schalkediep                   | Skalkedjip              |
| Scharrewiel                   | Skarrewiel              |
| Schuttelpoel                  | Skûtelpoel              |
| Sipkemeer                     | Sipkemar                |
| Sitebuurster Ee               | Sitebuorster Ie         |
| Sjoukje-meus-gat              | Sjoukjemuoisgat         |
| Slotermeer                    | Sleattemer Mar          |
| Sluiterspoel                  | Sluterspoel             |
| Smalle Easterzanding          | Smeliester Sân          |
| Smeerpot                      | Smoarpôt                |
| Sneekermeer                   | Snitser Mar             |
| Sondelerleien                 | Sondeler Leien          |
| Spokeplas                     | Spoekeplas              |
| Stobbegat                     | Stobbegat               |
| Stobbepoel                    | Stobbepoele             |
| Teernserwielen                | Tearnzer Wielen         |
| Terhornstermeer               | De Hoarne               |
| Terhornsterpoelen             | Terhernster Puollen     |
| Terkaplesterpoelen            | Terkaplester Puollen    |
| Tijepoel                      | Tijepoel                |
| Timertsmeer                   | Timertsmar              |
| Tjeukemeer                    | Tsjûkemar               |
| Turkeleeg                     | Turkeleech              |
| Uilesprong                    | Ulesprong               |
| Ursalapoel                    | Ursalapoel              |
| Vlakke Brekken                | Flakke Brekken          |
| Vliet                         | Swartvliet              |
| Het Vliet                     | It Vliet                |
| Vogelhoek                     | Fûgelhoeke              |
| Wartenaasterwijd              | Wartenster Wiid         |
| Waskemeer                     | Waskemar                |
| Wegsloot                      | Weisleat                |
| Wester Dobbe                  | Westerdobbe             |
| Wiede Rien                    | Wide Rien               |
| De Wiel (Dantumadeel)         | De Wiel                 |
| De Wiel (De Friese Meren)     | De Wiel                 |
| Wijckelerhop                  | Wikeler Hop             |
| Het Wijd                      | Et Wiede                |
| Het Wijde                     | Et Wiede                |
| Wijde Ee (Grouw)              | Wide Ie                 |
| Wijde Ee (Smallingerland)     | Wide Ie                 |
| Witte Meer                    | Wite Mar                |
| Witte Brekken                 | Wite Brekken            |
| Wopkespoel                    | Wopkespoel              |
| Wyldemerk                     | Wyldemerk               |
| Zandige Grons                 | Sânige Grûns            |
| Zandmeer (Eernewoude)         | Sânemar                 |
| Zandmeer (Súdwest-Fryslân)    | Sânmar                  |
| Zandpoel                      | Sânpoel                 |
| Zandwater                     | Sânwetter               |
| Zandwielen                    | Sânwielen               |
| Zoutepoel                     | Sâltpoel                |
| Zuidermeer                    | Sudermar                |
| Zwarte Brekken                | Swarte Brekken          |
| Zwarte Broek                  | Swarte Broek            |
| Zwarte Woude                  | Swarte Wâlde            |
| Zwettepoel                    | Swettepoel              |
| Het Zwin                      | It Swin                 |